# Mani Pulite - Mariuoli a Milano
Mani Pulite - Mariuoli a Milano è un film-documentario riguardo all'inchiesta Mani pulite, curato da Pino Corrias, Renato Pezzini, Roberto Capanna, Peter Freeman e Paolo Luciani.
È il primo di quattro documentari-inchiesta, trasmesso il 18 giugno 1997 su Rai 2 e nel 2008 è andato in onda per la prima volta su RaiSat Premium.

## Trama
Il film racconta l'inchiesta giudiziaria che colpì prima Milano e successivamente il resto d'Italia tra il 1992 e il 1993, causando il crollo della Prima Repubblica e la scomparsa dei principali partiti politici come la DC e il PSI a causa delle accuse di corruzione, concussione e finanziamento illecito ai partiti che colpirono sia a livello locale che a livello nazionale imprenditori e politici.

## Contenuti
In documentario contiene interviste a:
- Giuseppe Adamoli, ex consigliere regione Lombardia (DC)
- Giorgio Casadei, ex segretario di Gianni De Michelis
- Gherardo Colombo, magistrato titolare dell'inchiesta
- Piercamillo Davigo, magistrato titolare dell'inchiesta
- Luca Magni, imprenditore
- Elisabetta Magni, sorella di Luca Magni
- Giacomo Mancini, ex segretario del PSI dal 1970 al 1972
- Giovanni Manzi, ex presidente SEA (PSI)
- Claudio Martelli, ex vicesegretario del PSI ed ex Ministro della Giustizia
- Roberto Mongini, ex dirigente SEA (DC)
- Sandra Mazzucchelli, vedova dell'On. Sergio Moroni (ex deputato PSI)
- Chiara Moroni, figlia dell'On. Sergio Moroni (ex deputato PSI)
- Renato Pollini, ex tesoriere del PCI
- Maurizio Prada, ex presidente ATM (DC)
- Sergio Ricossa, economista
- Alessandro Sallusti, giornalista
- Enza Tomaselli, ex segretaria di Bettino Craxi a Milano

Il documentario include inoltre numerosi video di archivio di interviste, e diversi frammenti da programmi televisivi e telegiornali Rai.